# Flagey-lès-Auxonne
Flagey-lès-Auxonne település Franciaországban, Côte-d’Or megyében. Lakosainak száma 206 fő (2022. január 1.). Flagey-lès-Auxonne Labergement-lès-Auxonne, Saint-Seine-en-Bâche, Villers-Rotin, Billey, Les Maillys, Champvans és Sampans községekkel határos.

## Népesség
A település népességének változása:
| Lakosok száma | 117  | 148  | 174  | 196  | 201  | 200  | 192  | 190  | 199  | 206  |
|               | 1968 | 1990 | 2006 | 2011 | 2015 | 2016 | 2018 | 2019 | 2021 | 2022 |